# جون غينز ميلر
جون غينز ميلر هو محامي وسياسي أمريكي، ولد في 29 نوفمبر 1812 في دانفيل في الولايات المتحدة، وتوفي في 11 مايو 1856. نشط حزبياً في حزب اليمين. وقد انتخب عضو مجلس النواب الأمريكي ‏.